# HSD3B1
HSD3B1 (англ. Hydroxy-delta-5-steroid dehydrogenase, 3 beta- and steroid delta-isomerase 1) – білок, який кодується однойменним геном, розташованим у людей на короткому плечі 1-ї хромосоми.  Довжина поліпептидного ланцюга білка становить 373 амінокислот, а молекулярна маса — 42 252.
| 10         |  | 20         |  | 30         |  | 40         |  | 50         |
| ---------- |  | ---------- |  | ---------- |  | ---------- |  | ---------- |
| MTGWSCLVTG |  | AGGFLGQRII |  | RLLVKEKELK |  | EIRVLDKAFG |  | PELREEFSKL |
| QNKTKLTVLE |  | GDILDEPFLK |  | RACQDVSVII |  | HTACIIDVFG |  | VTHRESIMNV |
| NVKGTQLLLE |  | ACVQASVPVF |  | IYTSSIEVAG |  | PNSYKEIIQN |  | GHEEEPLENT |
| WPAPYPHSKK |  | LAEKAVLAAN |  | GWNLKNGGTL |  | YTCALRPMYI |  | YGEGSRFLSA |
| SINEALNNNG |  | ILSSVGKFST |  | VNPVYVGNVA |  | WAHILALRAL |  | QDPKKAPSIR |
| GQFYYISDDT |  | PHQSYDNLNY |  | TLSKEFGLRL |  | DSRWSFPLSL |  | MYWIGFLLEI |
| VSFLLRPIYT |  | YRPPFNRHIV |  | TLSNSVFTFS |  | YKKAQRDLAY |  | KPLYSWEEAK |
| QKTVEWVGSL |  | VDRHKETLKS |  | KTQ        |  |            |  |            |

A: Аланін

C: Цистеїн

D: Аспарагінова кислота

E: Глутамінова кислота

F: Фенілаланін

G: Гліцин

H: Гістидин

I: Ізолейцин

K: Лізин

L: Лейцин

M: Метіонін

N: Аспарагін

P: Пролін

Q: Глутамін

R: Аргінін

S: Серин

T: Треонін

V: Валін

W: Триптофан

Кодований геном білок за функціями належить до оксидоредуктаз, ізомераз. 
Задіяний у такому біологічному процесі як поліморфізм. 
Білок має сайт для зв'язування з НАД. 
Локалізований у мембрані, мітохондрії, ендоплазматичному ретикулумі.